# Parcz

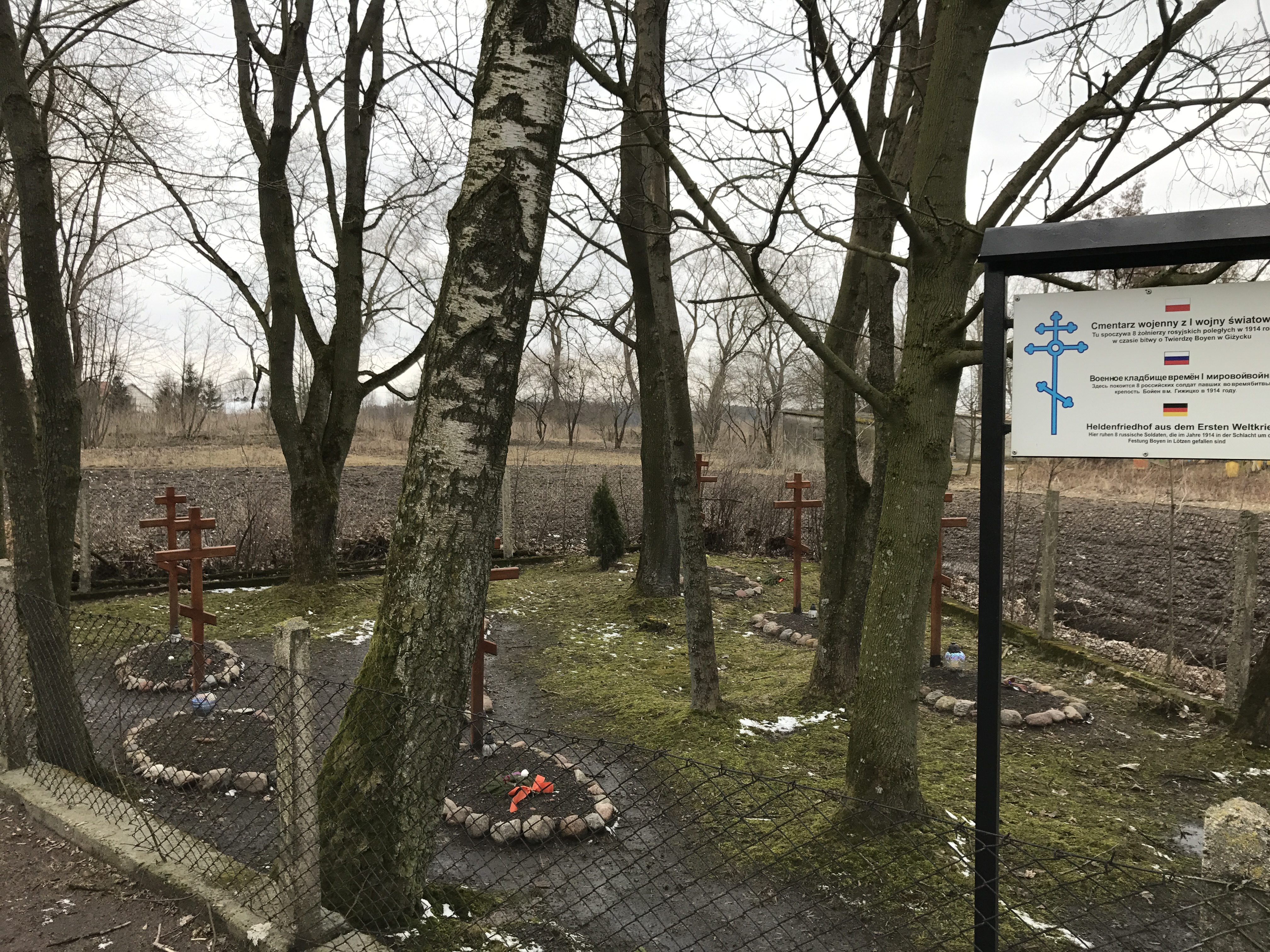
Begraafplaats uit WO I in Parcz

Parcz (Duits: Partsch) is een dorp in de Poolse woiwodschap Ermland-Mazurië. De plaats maakt deel uit van de gemeente Kętrzyn en telt 280 inwoners.

## Verkeer en vervoer

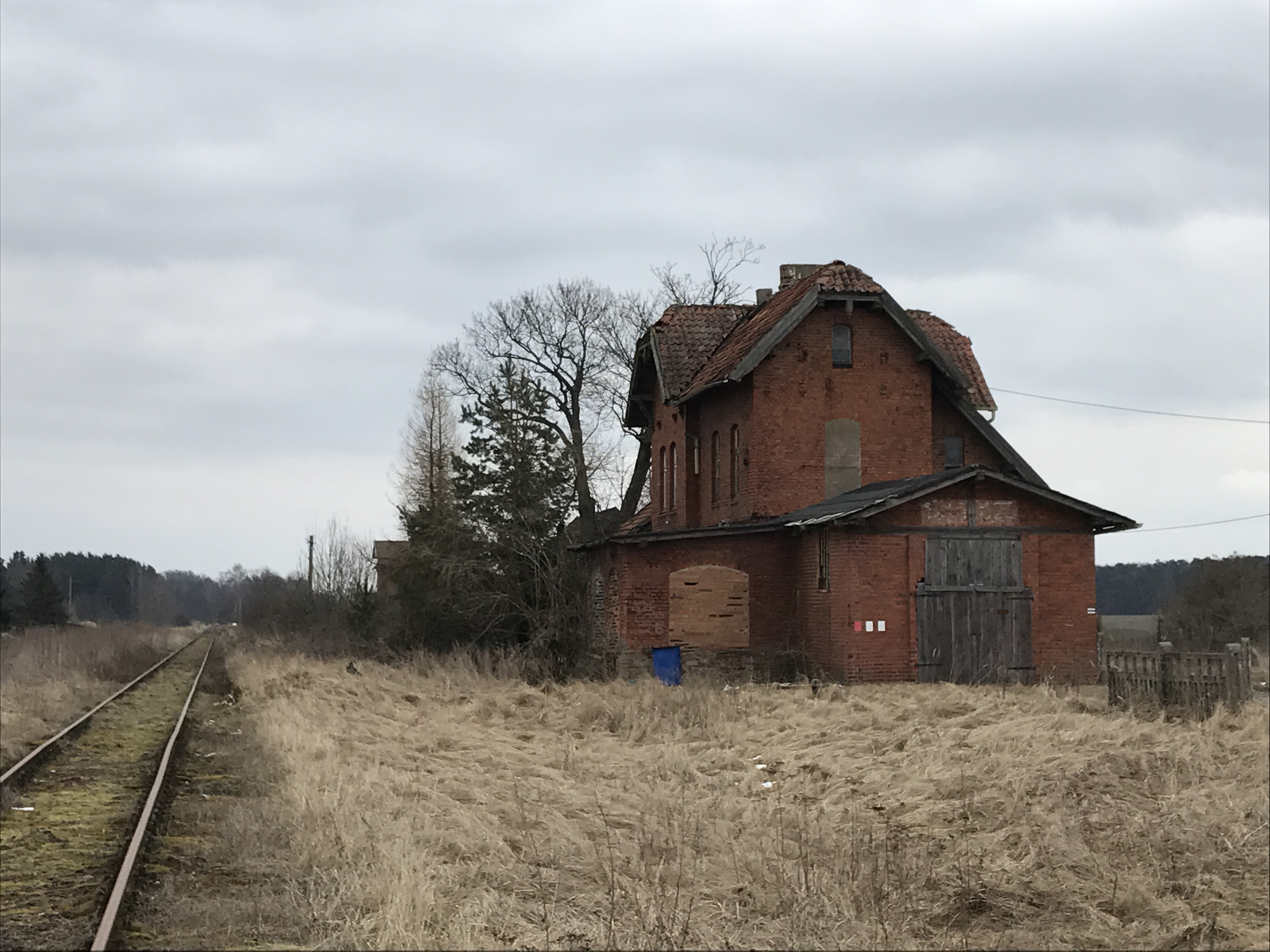
Voormalig station Parcz

Het Station Parcz had verbindingen met Kętrzyn en Station Węgorzewo. De passagiersdiensten eindigden in 1992, in 2000 eindigde ook het goederenvervoer. Sinds 2008 rijdt er een toeristentrein.

## Sport en recreatie
- Door deze plaats loopt de Europese wandelroute E11. De E11 loopt van Den Haag naar het oosten, op dit moment de grens Polen/Litouwen. Ter plaatse komt de route van het westen van Gierłóz en vervolgt verder in noordoostelijke richting naar Pilwa (Węgorzewo).